# Batalla de Willstätt
La batalla de Willstätt se libró durante la fase de intervención sueca (1630-1648) en la guerra de los Treinta Años cerca de la ciudad libre de Estrasburgo, entonces parte del Sacro Imperio Romano Germánico. Después de haber infligido una severa derrota al ejército sueco en la batalla de Nördlingen en el mes de septiembre, los ejércitos del Emperador, España y la Liga Católica invadieron gran parte del sur de Alemania que controlaban los suecos. En Willstätt, los ejércitos del Emperador y la Liga Católica, liderados por el duque Carlos IV de Lorena y el general Johann von Werth, derrotaron a las fuerzas suecas formadas por soldados alemanes al mando del conde renano Otto Luis de Salm-Kyrburg-Mörchingen, el duque de Wurtemberg y el margrave de Baden-Durlach. La batalla duró tres horas y se saldó con la muerte de unos dos mil soldados del bando sueco y muchos más capturados. El Rheingrave Otto se salvó huyendo a Estrasburgo.

## Contexto histórico

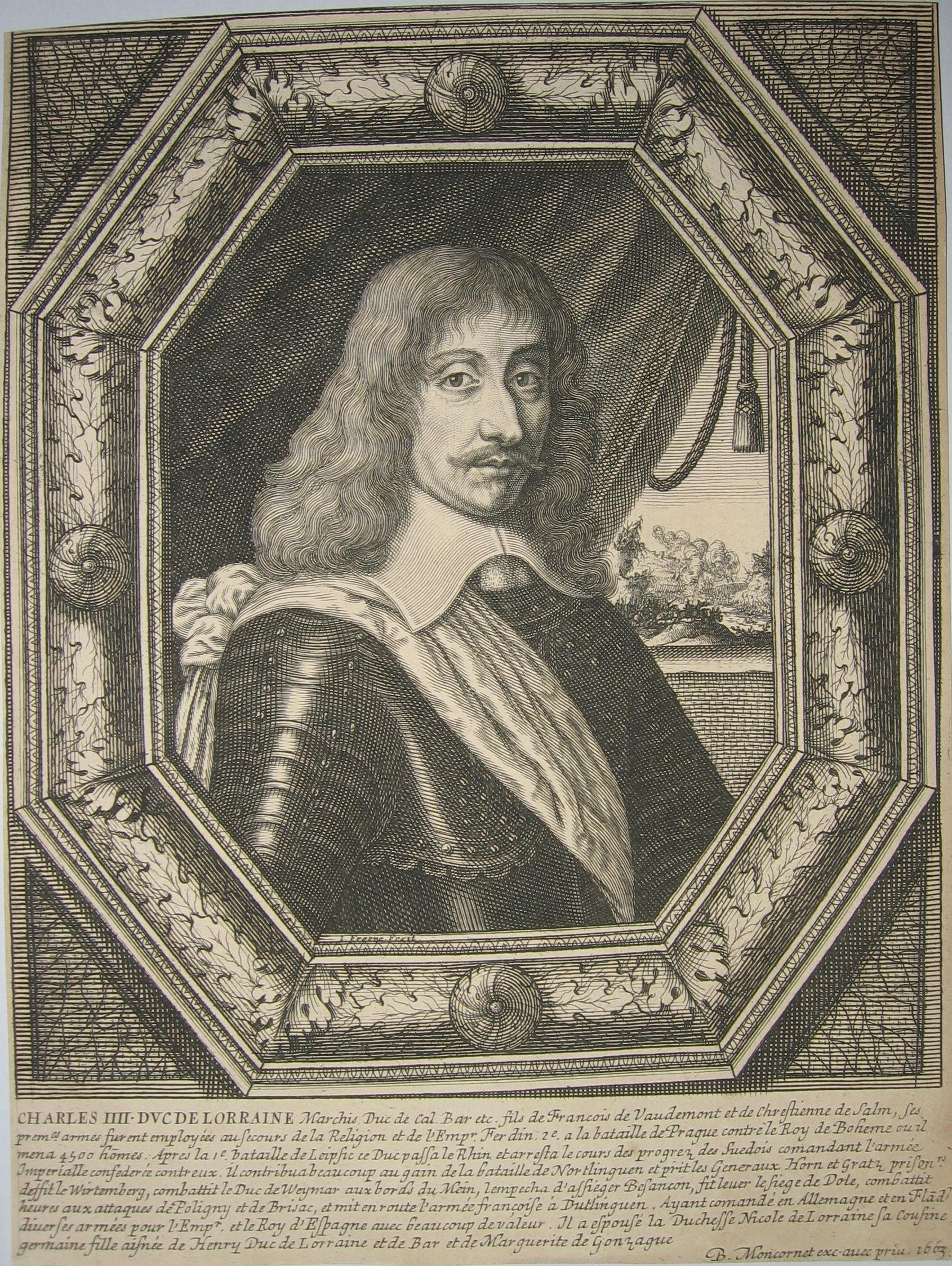
Carlos IV, duque de Lorena.

Después de la batalla de Nördlingen, en la que resultó aniquilado el principal ejército sueco en suelo alemán y fue capturado su comandante, Gustaf Horn, las tropas católicas que se habían reunido para la batalla se dividieron de nuevo y avanzaron en dirección norte hacia las tierras ocupadas por los suecos o pertenecientes a sus aliados alemanes. Mientras que el grueso de los ejércitos español e imperial se dirigieron hacia Franconia, a donde el duque Bernardo de Sajonia-Weimar se había retirado para defender la provincia después de la derrota, las fuerzas de Carlos IV de Lorena invadieron el ducado de Wurtemberg, una tierra rica donde sus tropas podrían recuperarse de la batalla. Por último, el comandante de la Liga Católica alemana, Johann von Werth, invadió y tomó el control de Suabia.
Con el objetivo de expulsar al resto de las fuerzas suecas en Renania, Maximiliano I de Baviera pidió refuerzos a Fernando II de Habsburgo, emperador del Sacro Imperio. Por ello, Fernando envió a Carlos de Lorena con un cuerpo de ejército a Alsacia, donde los suecos, con la intención de impedir que los imperiales dominaran la región, estaban entregando a Francia las fortalezas y ciudades que allí controlaban de acuerdo a los términos del Tratado de París. Mientras tanto, Johann von Werth avanzó por la Selva Negra con el ejército de la Liga Católica y forzó al duque Everardo III de Wurtemberg a levantar el asedio de Villingen, tras lo que persiguió a sus fuerzas hasta las puertas de Estrasburgo. Mientras Werth unía fuerzas con el duque Carlos, el duque de Wurtemberg hizo lo mismo con el gobernador de la Alsacia sueca, el conde Otto, que estaba reuniendo a las tropas suecas en la Ciudad Imperial Libre de Offenburgo, ubicada en la margen derecha del río Rin, frente a Estrasburgo.

## Batalla

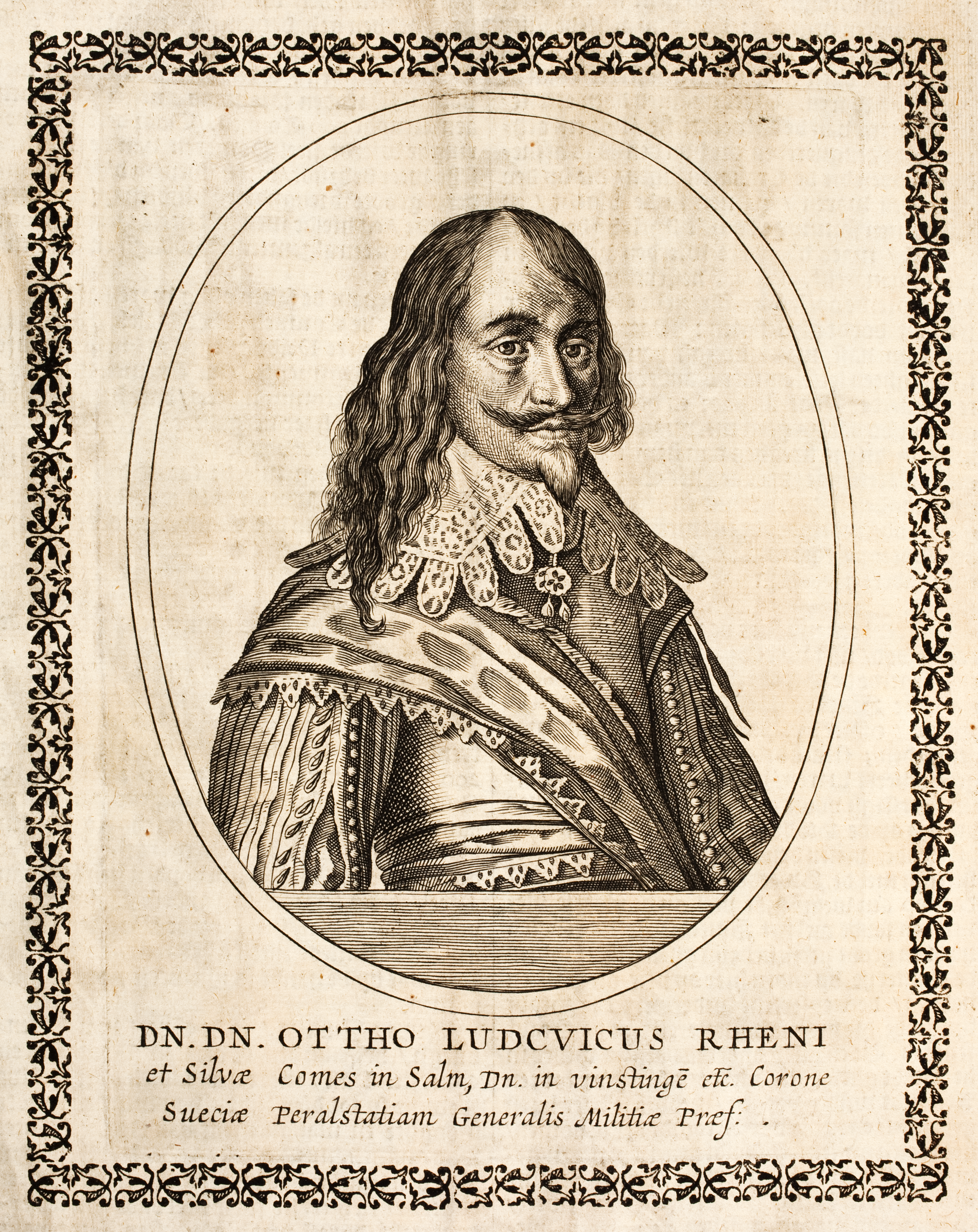
El conde renano Otto Luis de Salm, por Cornelis Danckaerts, 1642.

El 27 de septiembre, ambos ejércitos avanzaron para encontrarse en un campo de batalla cerca de la localidad de Willstätt, entre Offenburgo y el río Rin. Los católicos contaban con seis regimientos de caballería, dos unidades croatas y trescientos mosqueteros, que en total sumaban tres mil hombres montados y mil quinientos de infantería. Los suecos, por su parte, habían reunido tropas procedentes de Suabia y del lago de Constanza que en total sumaban entre seis y siete mil hombres, incluidos los soldados del duque de Wurtemberg y del margrave de Baden-Durlach, así como unos refuerzos franceses que se esperaba llegaran al campo de batalla liderados por el coronel Batilly, un hombre del duque de Rohan, enviado por el rey Luis XIII de Francia para ayudar a los suecos, aunque aparecieron demasiado tarde para intervenir en los combates.
La batalla duró tres horas, hasta que Carlos de Lorena encabezó un ataque que rompió el regimiento del conde Otto, el mejor del ejército sueco, lo que puso en fuga a todas las fuerzas protestantes. Alrededor de dos mil soldados suecos murieron en el campo de batalla y muchos otros durante la persecución o ahogados en el río Rin intentando escapar. Un grupo de setecientos soldados suecos se atrincheró dentro de una granja y murieron entre las llamas después de que los soldados católicos le prendieran fuego. Las fuerzas imperiales y de la Liga Católica capturaron seis cañones y cuatro banderas.

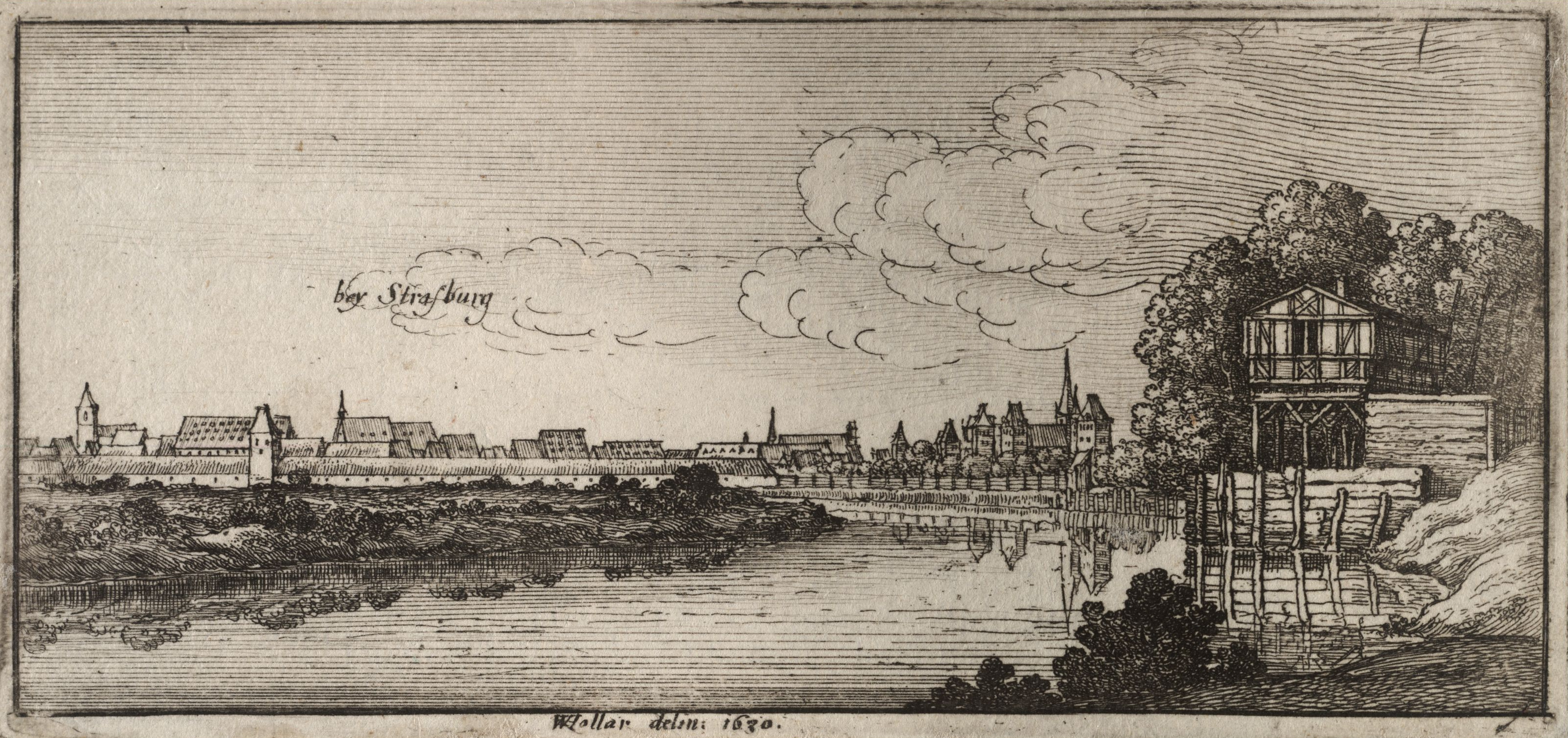
El río Rin con Estrasburgo en la distancia en el, por Wenceslaus Hollar.

El conde renano Otto estaba a punto de cruzar el río Kinzig, que discurre cerca de Willstätt y desemboca en el Rin a la altura de Kehl, cuando se topó con algunos coraceros bávaros del regimiento de Keller, que lo confundieron con un oficial católico. Aunque estos se percataron de su error cuando el conde saltó a las aguas con su caballo y le dispararon, Otto tan solo sufrió heridas sin importancia y logró llegar a Kehl, donde se atrincheró con los hombres que le quedaban y envió a su familia a Estrasburgo a través del puente de la localidad sobre el Rin. Cuando llegó allí, Carlos de Lorena lanzó un asalto contra los hombres atrincherados y el conde Otto escapó por muy poco. Sin embargo, el puente se vino abajo poco después debido al peso de los numerosos soldados que lo atravesaban en su huida y muchos se ahogaron. Carlos de Lorena escribió una carta al concejo de la ciudad de Estrasburgo pidiéndole que abriera las puertas de la ciudad, pero se negaron a la petición. El conde, que seguía controlando la orilla oeste del Rin, se retiró de inmediato a Seltz mientras que los católicos se dirigieron a Rastatt. Como resultado de la batalla, la villa de Willstätt fue incendiada.

## Repercusiones
Suecia y la Liga de Heilbronn retiraron enseguida sus guarniciones en Renania después de la batalla y entregaron a Francia en octubre las ciudades de Colmar, Sélestat y Seltz. Juan Jorge I, elector de Sajonia, abrió conversaciones con el emperador Fernando II, pero el landgrave de Hesse-Kassel, Bernardo de Sajonia-Weimar y el duque de Luneburgo (hasta el 31 de agosto de 1635 cuando acepta la Paz de Praga)  todavía tenían tropas alzadas en armas contra el emperador y se encontraban en los alrededores de Fráncfort del Meno. Mientras, los ejércitos imperiales se hallaban entre los ríos Neckar y Meno, donde tomaron la localidad de Heilbronn el 27 de septiembre, el mismo día en que tuvo lugar el enfrentamiento de Willstätt. Desde la batalla de Nördlingen, los católicos habían expulsado a los suecos y a sus aliados alemanes de Baviera, Suabia (excepto las ciudades de Ulm, hasta la Paz de Praga y de Augsburgo el 13 de marzo de 1635), Wurtemberg y la mayor parte de Franconia. En palabras de Diego Aedo y Gallart, secretario del Cardenal-Infante don Fernando de Austria, «Expulsándolos [a los suecos] de las raíces de los Alpes».